# Profilo di capitano antico
Il Profilo di capitano antico, detto anche il Condottiero, è un disegno a punta d'argento su carta preparata (28,7×21,1 cm) di Leonardo da Vinci, databile al 1475-1480 e conservato nel British Museum di Londra.

## Descrizione e stile
Il disegno mostra un impettito capitano di profilo girato verso sinistra, indossante una fastosa armatura all'antica. L'elmo è decorato da volute, girali ed elementi floreali, che costituiscono i tipici svolazzi del copricapo, e da due ali di drago che si dipartono dalle tempie. L'armatura ha sul petto una testa di leone sporgente ed una ricca ornamentazione fitomorfa. Ampio è il ricorso ad elementi decorativi, compresi alcuni nastri svolazzanti sulla destra. L'insistenza sui fluenti motivi vegetali è tipica della fase giovanile dell'artista, unita all'intensa espressività del volto, che appare quasi imbronciato.
Quanto compare nel disegno corrisponde alle descrizioni dell'elmo indossato da Galeazzo Sanseverino nel corso della giostra tenutasi in occasione delle nozze tra Ludovico il Moro e Beatrice d'Este nel gennaio del 1491: «portava in capo un elmo d'oro tutto biondo, ma allo stesso tempo tale da incutere paura, sulla cima del quale brillavano un paio di corna a tortiglione [...] dall'elmo fuoriusciva un gran serpente alato che con la coda e le zampe ricopriva le terga del cavallo». Lo stesso Galeazzo era inoltre grande amico di Leonardo da Vinci e proprio a quest'ultimo aveva affidato la realizzazione dei costumi da selvaggi per sé e per i propri uomini da indossarsi in occasione della suddetta giostra, pertanto è ragionevole credere che il disegno raffiguri lo stesso Galeazzo. In quest'ultimo caso il disegno non corrisponderebbe però ad un ritratto, bensì ad una di quelle caricature per le quali Leonardo da Vinci è famoso, in quanto Galeazzo Sanseverino all'epoca della giostra era assai più giovane rispetto all'uomo del ritratto, inoltre era descritto dai contemporanei come uomo dotato di grande bellezza.

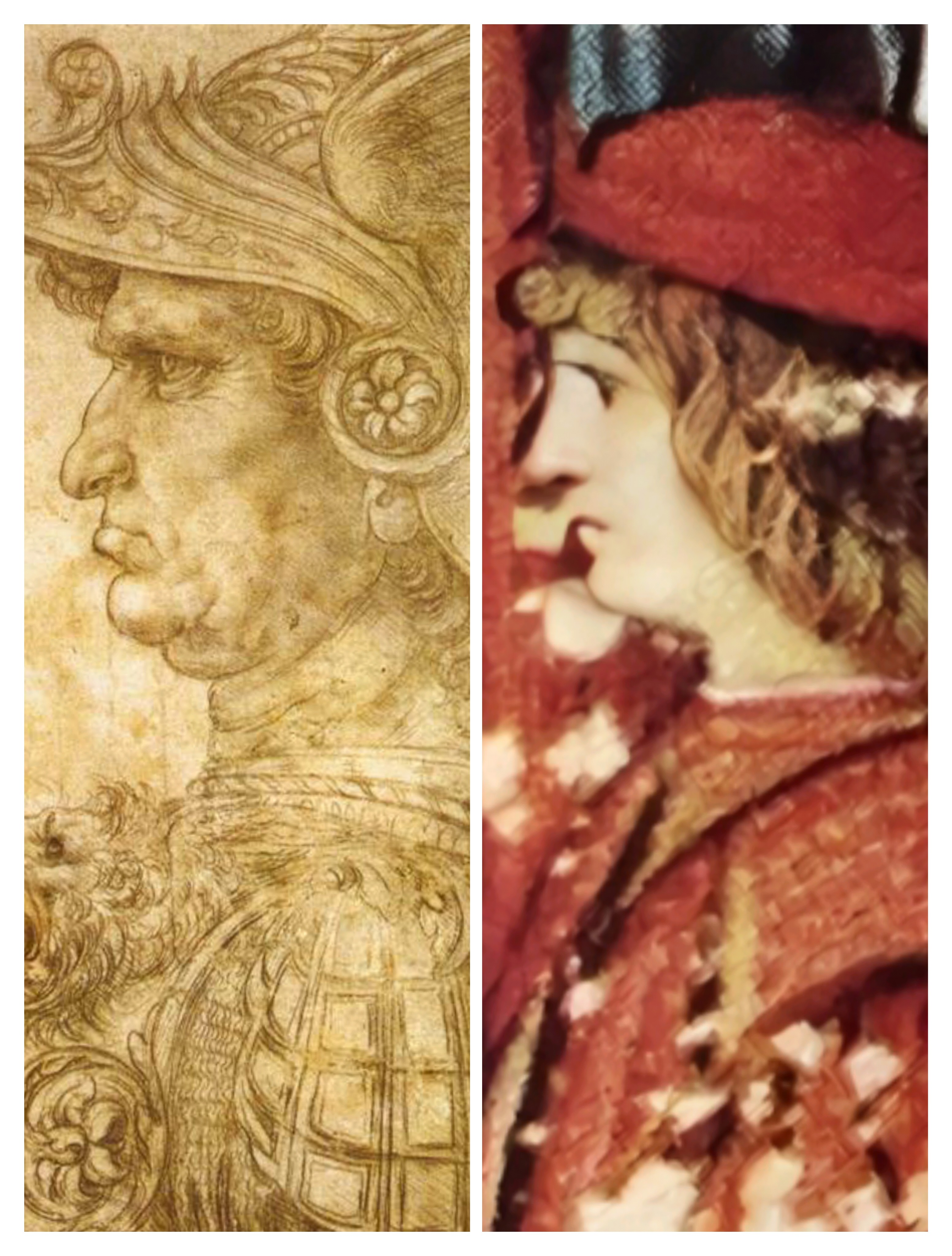
Il profilo di condottiero messo a confronto con l'unico ritratto certo di Galeazzo Sanseverino

Un'altra figura simile troviamo poi in una pergamena miniata risalente sempre al 1498, un instrumentum firmato da Ludovico il Moro, e nel De Sphaera, dove il drago sorregge tra le zampe e sulle punte dell'ala l'anello diamantato degli Estensi, impresa personale del duca Ercole I d'Este, padre di Beatrice, già concesso agli Sforza nel 1409 dal marchese di Ferrara Niccolò III.

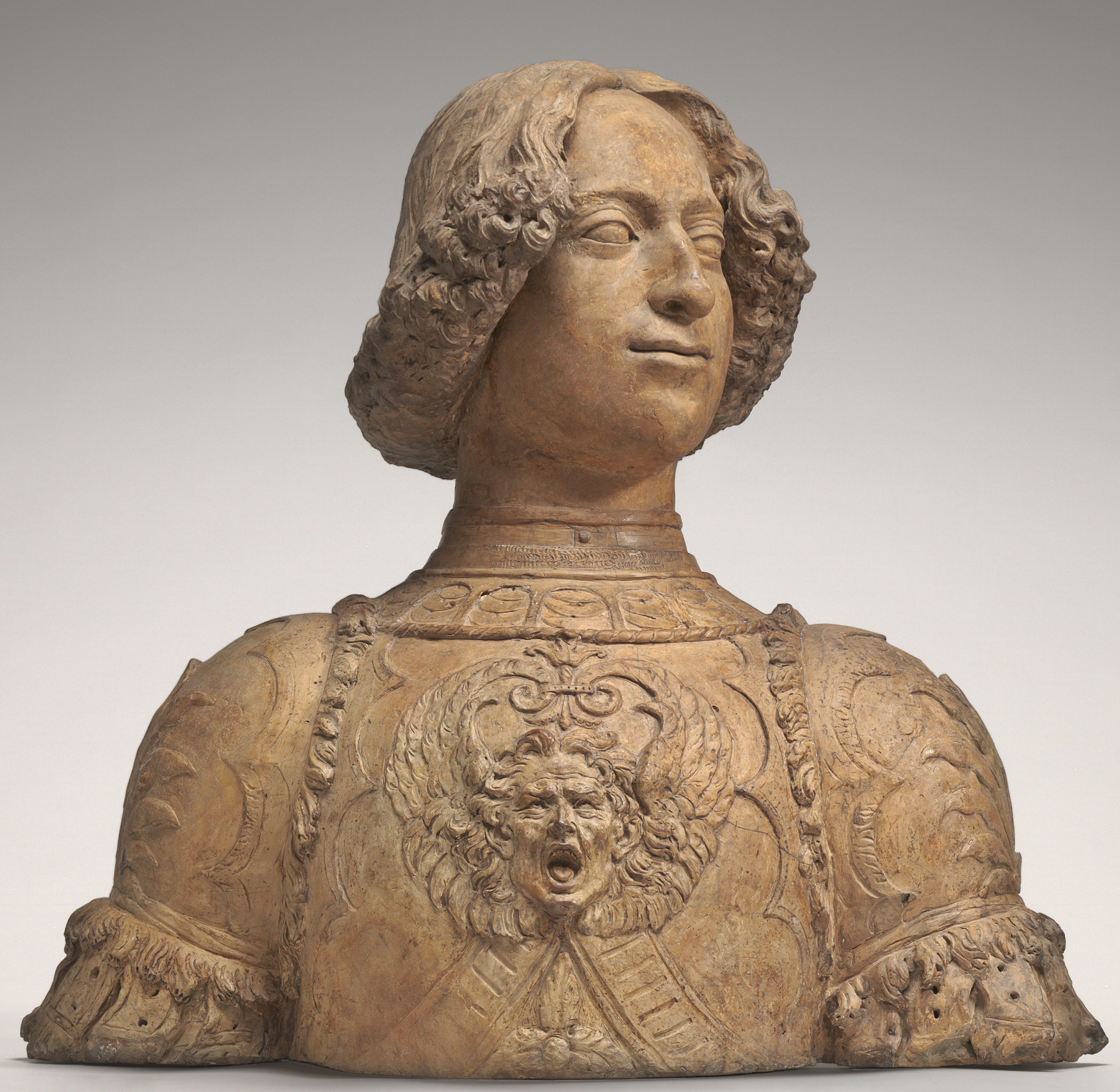
Andrea del Verrocchio, Busto di Giuliano de' Medici, 1475-1480, dall'armatura simile a quella del Profilo di capitano antico di Leonardo da Vinci

Secondo un'altra versione, il disegno raffigurerebbe il capitano di ventura Jacopo Caldora, duca di Bari, che nel 1439 commissionò i lavori di edificazione del Castello Caldoresco di Vasto all'ingegnere senese Mariano di Jacopo, detto il Taccola, il quale fu un punto di riferimento per Leonardo da Vinci nella realizzazione delle sue opere artistiche; inoltre il drago era uno dei simboli della famiglia Caldora e compare nel cimiero presente sopra il suo stemma.
Figure simili del drago sono individuabili in un manoscritto miniato del De Divina Proportione del matematico fra' Luca Pacioli – protetto di Galeazzo, col quale è fra l'altro effigiato nel Ritratto di Luca Pacioli – che sappiamo fu illustrato dallo stesso Leonardo da Vinci nel 1498, dove nel capolettera posto all'inizio dell'opera compare un doppio drago, la cui ala ricorda quella sull'elmo dell'uomo nel disegno.
L'opera viene fatta risalire invece da altri al periodo passato da Leonardo da Vinci nella bottega di Andrea del Verrocchio, legata ad una serie di bassorilievi che l'artista stesso scolpì per il re di Ungheria Mattia Corvino, raffiguranti una serie di capitani antichi. Una simile armatura, sebbene di un personaggio differente, si trova anche nel Busto di Giuliano de' Medici, scultura in terracotta assegnata al Verrocchio, conservata nella National Gallery of Art di Washington e databile anch'essa al 1475-1480.
Nel 1969, in occasione del 450º anniversario della morte dell'artista, il Principato di Monaco ha emesso il francobollo n. 804 del valore di 3 franchi, con impresso il disegno del Condottiero.

## Profili simili
Alcuni rilievi in marmo, attribuiti alla bottega del Verrocchio e datati approssimativamente tra il 1480 e il 1490, mostrano una figura di condottiero pressoché identica, se non per i tratti del viso armonici e non caricaturati.

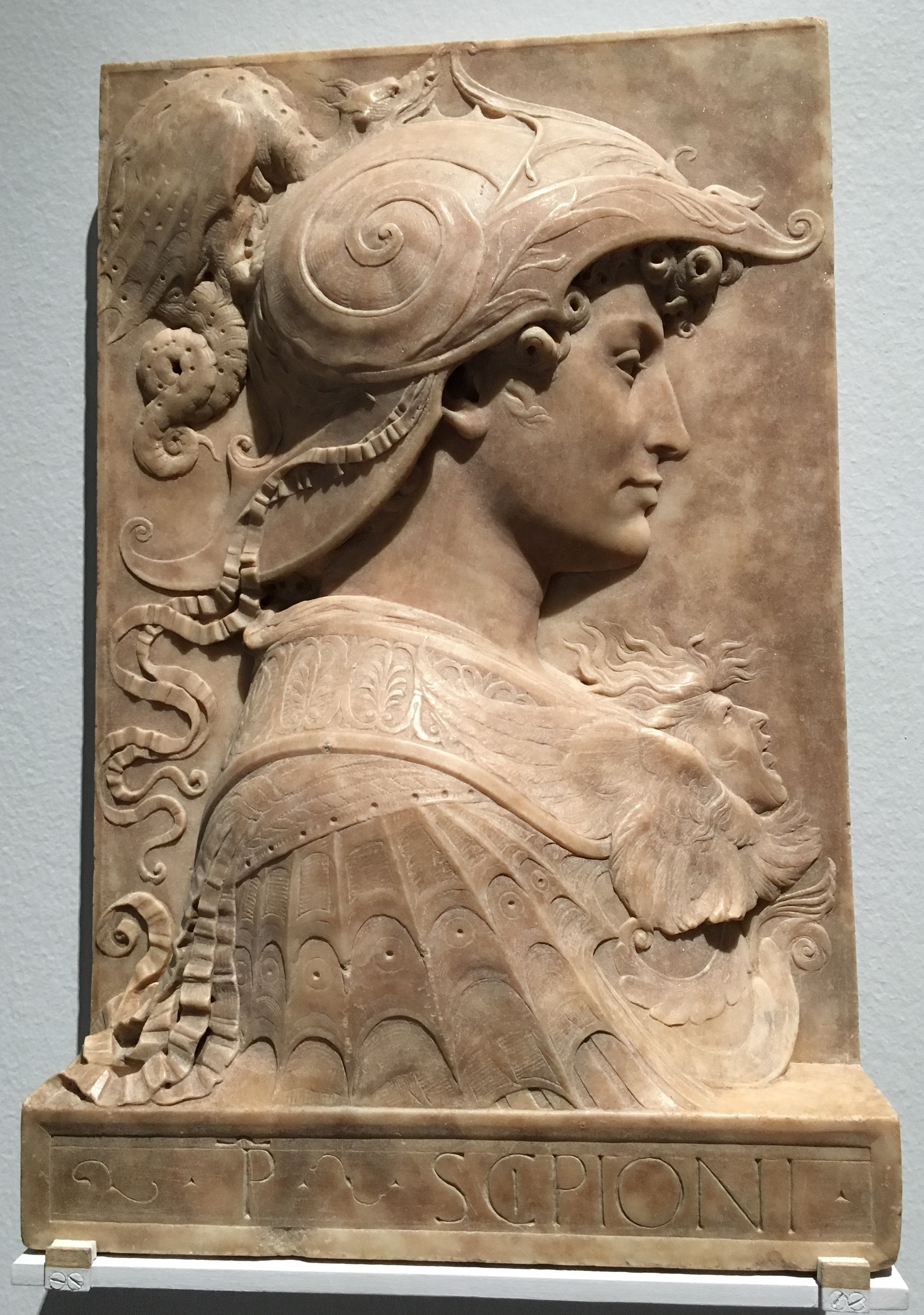
Scipione l'Africano, 1465-1468. Marmo. Parigi, Museo del Louvre
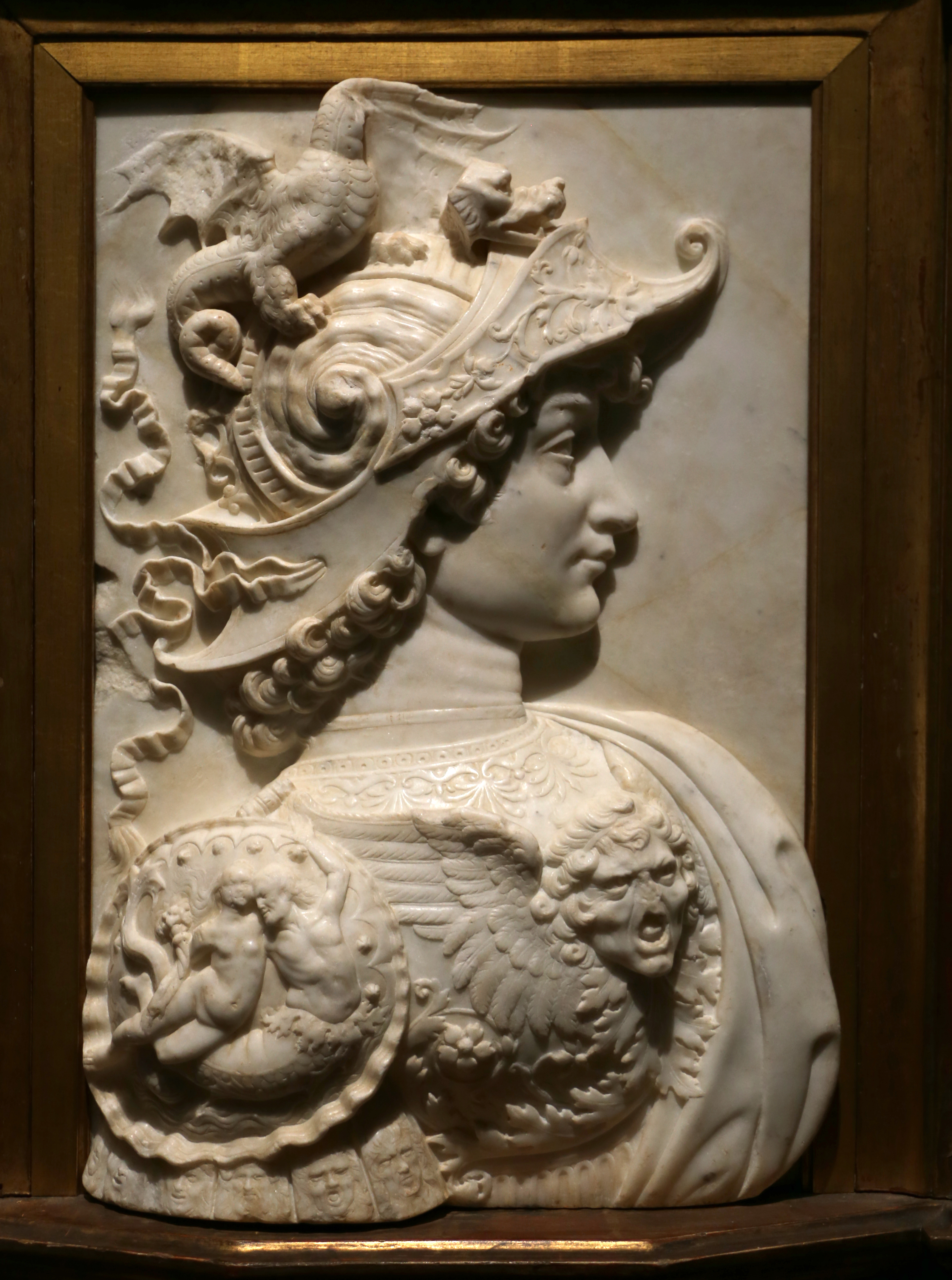
Alessandro Magno
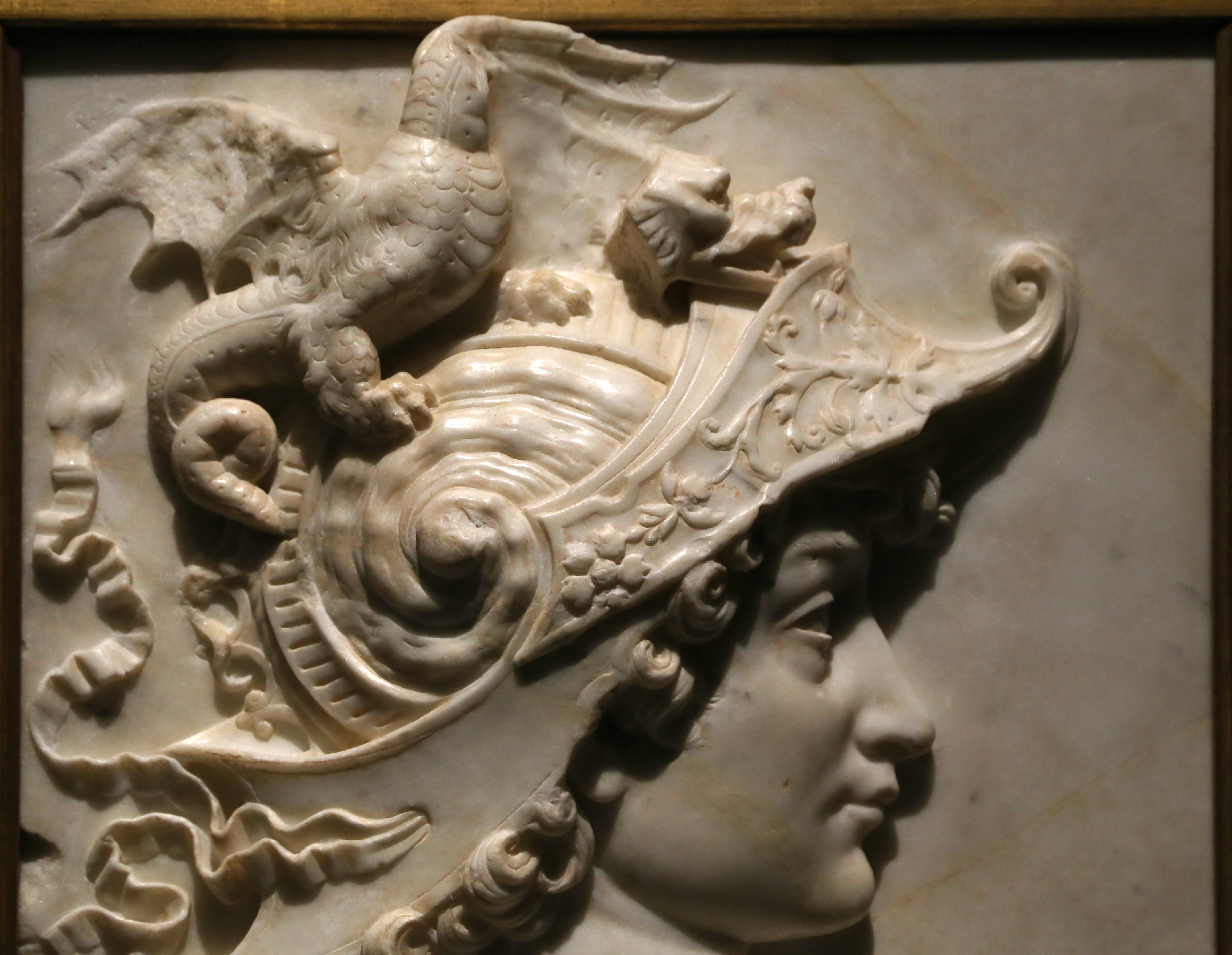
Dettaglio del drago sul cimiero
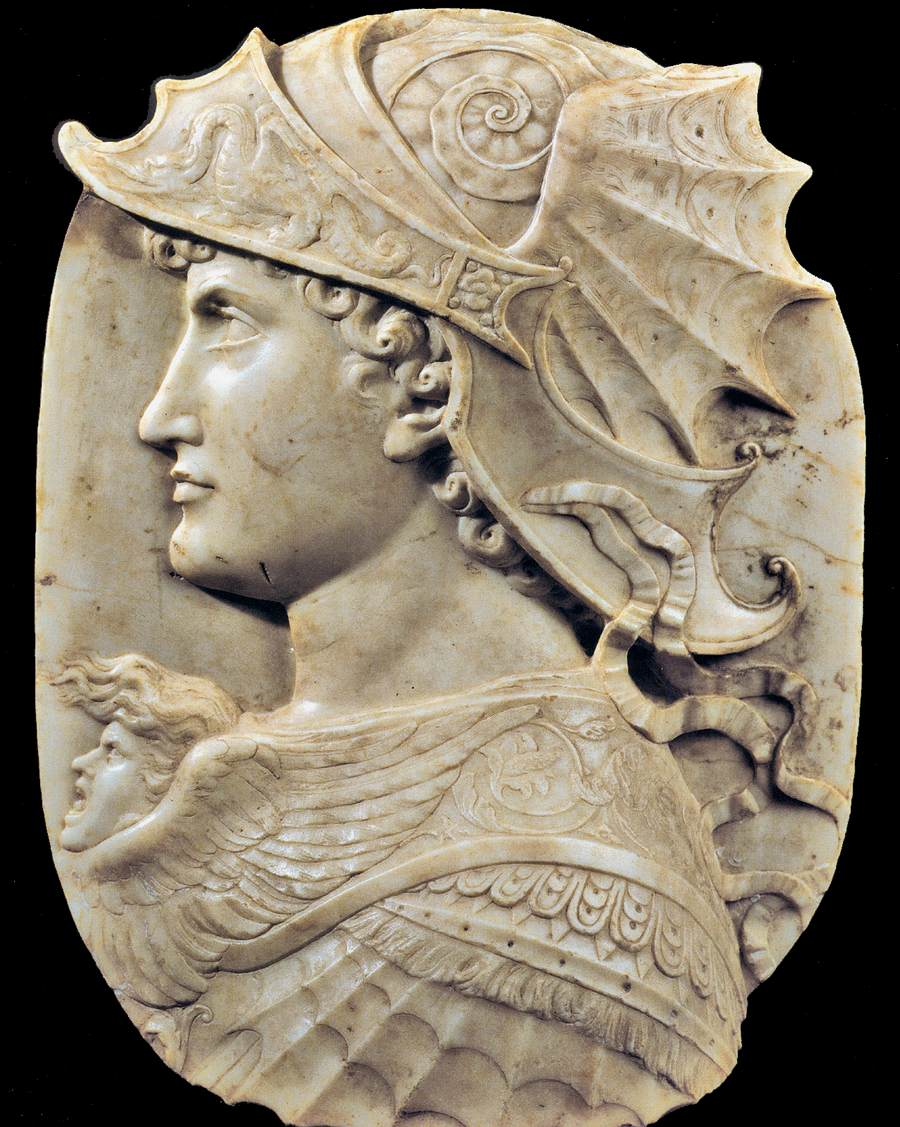
Profilo detto di Alessandro Magno